# Xanca menuda pit-roja
La xanca menuda pit-roja (Grallaricula ferrugineipectus) és una espècie d'ocell de la família dels gral·làrids (Grallariidae).

## Hàbitat i distribució
Habita el sotabosc de la selva pluvial, localment a turons i muntanyes del nord-est de Colòmbia a Sierra Nevada de Santa Marta i nord i nord-est de Veneçuela.